# 레드 데드
《레드 데드》(Red Dead)는 록스타 게임즈가 유통하고 록스타 샌 디에고에서 개발한 서부 액션 어드벤처 3인칭 슈팅 비디오 게임 시리즈이다. 두 가지 주요 시리즈가 있는데 2004년 플레이스테이션 2와 엑스박스로 출시한 레드 데드 리볼버와 2010년 플레이스테이션 3와 엑스박스 360로 출시된 레드 데드 리뎀션이 있다. 2010년에 리뎀션의 DLC인 레드 데드 리뎀션: 언데드 나이트메어 출시되었다.
| 게임             | 게임랭킹스 | 메타크리틱                 |
| ---------------- | ---------- | -------------------------- |
| 레드 데드 리볼버 | -          | 73/100 (PS2) 74/100 (Xbox) |
| 레드 데드 리뎀션 | -          | 95/100 (PS3) 95/100 (X360) |